# Werner Kaiser (Fußballspieler, 1949)
Werner Kaiser (* 29. August 1949) ist ein ehemaliger deutscher Fußballspieler.

## Karriere
Kaiser wurde in der Saison 1969/70 aus der Amateurmannschaft in den Lizenzspielerkader von Borussia Mönchengladbach übernommen. Als externe Neuzugänge kamen Ludwig Müller, Klaus-Dieter Sieloff, Ulrik le Fevre und Peter Kracke an den Bökelberg. Nach der Startniederlage am 16. August 1969 mit 0:2 Toren beim FC Schalke 04 empfing Gladbach zum ersten Heimspiel der Runde am 23. August Titelverteidiger Bayern München. Beim Spielstand von 0:1 wurde Kaiser sechs Tage vor seinem 20. Geburtstag in der 46. Spielminute für Mittelstürmer Peter Meyer eingewechselt und gab sein Debüt in der Bundesliga. Zwei Minuten nach seiner Einwechselung gelang ihm durch einen Kopfball der Ausgleichstreffer zum 1:1 nach einer Flanke von Günter Netzer. Einen Tag nach seinem 20. Geburtstag, den 30. August, erzielte der Nachwuchsspieler den zwischenzeitlichen 1:1-Ausgleichstreffer beim 2:1-Heimerfolg gegen Rot-Weiss Essen. An seinem dritten Bundesligaeinsatz am 5. September gab es den dritten 2:1-Erfolg und die „neue Sternschnuppe vom Niederrhein“ hatte in der 13. Spielminute das Team von Trainer Hennes Weisweiler mit 1:0 in Führung gebracht. Mit seinem vierten Treffer im vierten Bundesligaeinsatz, am 27. September, brachte Werner Kaiser BMG in Dortmund in der 41. Spielminute mit 1:0 in Führung. Mit vier Toren in vier Spielen startete der Nachwuchsstürmer in die Bundesliga. Insgesamt absolvierte er zehn Spiele, in denen es bei den vier Toren vom Start verblieb, und feierte zum Saisonabschluss den Gewinn der Deutschen Meisterschaft. Am 25. Februar 1970 gehörte Kaiser als Einwechselspieler auch dem Team der Borussia an, das in Tel Aviv mit 6:0 Toren die Israelische Fußballnationalmannschaft besiegte.
Zur Saison 1970/71 wechselte er zum 1. FC Saarbrücken in die zweitklassige Fußball-Regionalliga Südwest, wo er die nächsten drei Jahre spielte. In 75 Partien erzielte er 15 Tore. Im ersten Jahr ging es im Ludwigsparkstadion noch um die Spitzenplätze; das ehemalige Bundesligagründungsmitglied belegte unter Spielertrainer Horst Zingraf den vierten Rang. Als 1972/73 der Trainerneuling Otto Rehhagel im Januar 1973 abgelöst wurde, hielt der 1. FC Saarbrücken unter Zingraf mit dem 13. Platz knapp die Klasse. Im letzten Jahr der zweitklassigen Regionalliga, 1973/74, stürmte Kaiser dann für den VfB Theley. Bei den Schwarz-Weißen vom Schaumbergstadion blitzte mit zwölf Treffern in 29 Ligaspielen, nochmals die Torgefahr aus Gladbacher Zeiten auf. Beim 3:2-Heimerfolg am 6. Januar 1974 gegen Mainz 05 zeichnete er sich als dreifacher Torschütze aus. Am letzten Spieltag der Runde, am 1. Mai 1974, gehörte er der mit 1:0 Toren siegreichen Theleyer Elf beim Auswärtsspiel gegen den 1. FC Saarbrücken an.
Nach der Einführung der 2. Bundesliga zur Saison 1974/75 spielte er mit Theley noch weitere Runden im Amateurfußball. Im DFB-Pokal des Jahres 1975 gelang ihm in der 1. Hauptrunde der Siegtreffer zum 2:1 gegen den TuS Ahlen. Am 26. Oktober 1974 verlor er aber mit seinen Mannschaftskameraden in der 2. Hauptrunde mit 2:4 Toren nach Verlängerung gegen den FC Altona 93.
Insgesamt wird Werner Kaiser mit 98 Einsätzen in der Regionalliga Südwest und 26 Toren geführt.